# You're Crazy (Guns N' Roses-sang)
 For alternative betydninger, se You're Crazy. (Se også artikler, som begynder med You're Crazy)
You're Crazy er det tiende nummer på det amerikanske Hard Rock band Guns N' Roses' debutalbum Appetite for Destruction.
Sangen blev oprindeligt skrevet som en akustisk sang, men blev omskrevet til en elektrisk version ved udgivelsen af Appetite for Destruction. Denne version er en af de hurtigste sange i bandets katalog.
Den langsommere, akustisk version blev senere indspillet ved udgivelsen af G N' R Lies. Denne version er også blevet spillet live med elektriske guitarer (dette kan høres på deres live album Live Era (87-93)).
En af arbejdstitlerne til sangen var: Fucking Crazy.